# Royal Rumble (1999)
Royal Rumble 1999 est le douzième Royal Rumble, pay-per-view de catch de la World Wrestling Federation. Il s'est déroulé le 24 janvier 1999 au Arrowhead Pond de Anaheim en Californie. C'est aussi l'un des quatre seuls Royal Rumble masculins auquel a participé une femme, Chyna.

## Résultats
| #                                                          | Résultats                                                                 | Stipulations                                           | Commentaires | Durée |
| ---------------------------------------------------------- | ------------------------------------------------------------------------- | ------------------------------------------------------ | --- | ----- |
| Sunday Night Heat match                                    | Christian bat Jeff Hardy                                                  | Match simple                                           | - Christian a effectué le tombé sur Hardy. | 11:00 |
| Sunday Night Heat match                                    | Bob Holly et Scorpio battent Too Much (Scott Taylor et Brian Christopher) | Tag team match                                         | - Holly a effectué le tombé sur Christopher. | 03:52 |
| Sunday Night Heat match                                    | Mankind bat Mabel                                                         | Match simple                                           | - Mankind a effectué le tombé sur Mabel. - Après le match, Mabel a porté un Big Splash sur Mankind pour l'affaiblir en vue de son match de championnat plus tard dans la soirée. | 05:04 |
| 1                                                          | The Big Boss Man bat Road Dogg                                            | Match simple                                           | - Boss Man a effectué le tombé sur Road Dogg après un Boss Man Slam. | 11:52 |
| 2                                                          | Ken Shamrock (c) bat Billy Gunn                                           | Match simple pour le WWF Intercontinental Championship | - Shamrock a fait abandonner Gunn sur le Ankle Lock. - Pendant le match, Val Venis est intervenu et a porté un DDT sur Shamrock. | 14:24 |
| 3                                                          | X-Pac (c) bat Gangrel                                                     | Match simple pour le WWF European Championship         | - X-Pac a effectué le tombé sur Gangrel après un X-Factor. | 05:53 |
| 4                                                          | Sable (c) bat Luna Vachon                                                 | Strap match pour le WWF Women's Championship           | - Sable l'emportait après avoir touché les quatre coins du ring à la suite d'une attaque d'une fan sur Luna. | 04:43 |
| 5                                                          | The Rock bat Mankind (c)                                                  | "I Quit" match pour le WWF Championship                | - Rock l'emportait après avoir forcé Mankind à dire les mots "I Quit" (J'abandonne) au micro. - On apprendra plus tard que The Rock avait enregistré la voix de Mankind dire "i quit" avant même le début du match | 21:46 |
| 6                                                          | Vince McMahon a remporté le Royal Rumble 1999                             | Royal Rumble match                                     | - Les deux derniers participants étaient Vince McMahon et Steve Austin. McMahon l'emportait pendant que The Rock intervenait et distrayait Austin, laissant McMahon l'éliminer par derrière. - Vince s'est échappé du ring au début du match, avec Austin à sa poursuite. Les deux se bagarraient dans une salle de bain avant que la Corporation vienne attaquer Austin. Austin a été ensuite transporté dans une ambulance. | 56:38 |
| (c) désigne le champion défendant son titre dans le match. |                                                                           |                                                        | |       |

## Entrées et éliminations du Royal Rumble
Un nouvel entrant arrivait approximativement toutes les 90 secondes.
| # Entrée | Entrant          | # Élimination | Éliminé par                 | Temps |
| -------- | ---------------- | ------------- | --------------------------- | ----- |
| 1        | Steve Austin     | 29            | Vince McMahon               | 56:38 |
| 2        | Vince McMahon    | -             | Vainqueur                   | 56:38 |
| 3        | Golga            | 1             | Steve Austin                | 0:15  |
| 4        | Droz             | 7             | Mabel                       | 12:30 |
| 5        | Edge             | 8             | Road Dogg                   | 11:51 |
| 6        | Gillberg         | 2             | Edge                        | 0:07  |
| 7        | Steve Blackman   | 4             | Mabel                       | 7:22  |
| 8        | Dan Severn       | 3             | Mabel                       | 5:43  |
| 9        | Tiger Ali Singh  | 5             | Mabel                       | 4:02  |
| 10       | The Blue Meanie  | 6             | Mabel                       | 03:00 |
| 11       | Mabel            | 9             | Mideon, Faarooq et Bradshaw | 1:26  |
| 12       | The Road Dogg    | 12            | Kane                        | 10:41 |
| 13       | Gangrel          | 10            | Road Dogg                   | 0:26  |
| 14       | Kurrgan          | 13            | Kane                        | 6:54  |
| 15       | Al Snow          | 11            | Road Dogg                   | 0:47  |
| 16       | Goldust          | 15            | Kane                        | 4:02  |
| 17       | The Godfather    | 14            | Kane                        | 1:40  |
| 18       | Kane             | 16            | Lui-même                    | 0:53  |
| 19       | Ken Shamrock     | 17            | Steve Austin                | 4:50  |
| 20       | Billy Gunn       | 18            | Steve Austin                | 7:05  |
| 21       | Test             | 19            | Steve Austin                | 12:48 |
| 22       | The Big Boss Man | 28            | Steve Austin                | 18:53 |
| 23       | Triple H         | 25            | Steve Austin                | 14:19 |
| 24       | Val Venis        | 24            | Triple H                    | 12:41 |
| 25       | X-Pac            | 20            | The Big Boss Man            | 5:44  |
| 26       | Mark Henry       | 22            | Chyna                       | 7:57  |
| 27       | Jeff Jarrett     | 21            | Triple H                    | 3:39  |
| 28       | D'Lo Brown       | 27            | The Big Boss Man            | 9:11  |
| 29       | Owen Hart        | 26            | Steve Austin                | 6:31  |
| 30       | Chyna            | 23            | Steve Austin                | 0:35  |

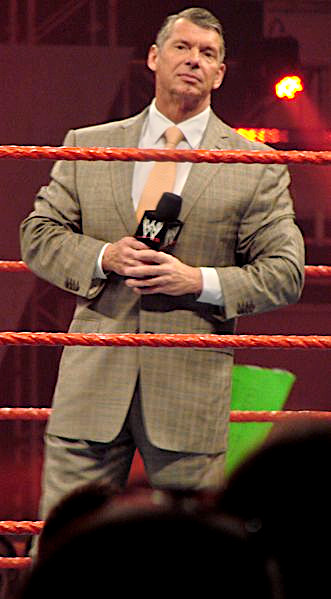
Vince McMahon, vainqueur du Royal Rumble.

- Stone Cold Steve Austin et Vince McMahon sont tous deux restés 56:38, le record de temps du match.
- Le record d'élimination revient à Stone Cold Steve Austin avec 8 éliminations.
- C'est la première fois qu'une femme participe à un Royal Rumble match
- C'était le dernier Royal Rumble d'Owen Hart
- Gillberg est celui qui est resté le moins longtemps sur le ring avec un temps de 0:07 seconde